# Bergtjärnen (Fagersta, Västmanland)
Bergtjärnen är en sjö i Fagersta kommun i Västmanland och ingår i Norrströms huvudavrinningsområde.